# Лешул (річка)
Лешул, Ляшул — річка в Україні, у Рахівському районі Закарпатської області, ліва притока Білої Тиси (басейн Дунаю).

## Опис
Довжина річки приблизно 6 км. Формується з багатьох безіменних струмків.

## Розташування
Бере початок на північних схилах гори Олань. Тече переважно на північний захід і у селі Луги впадає у річку Білу Тису, піву притоку Тиси.